# ده‌نو خنج
دهنوخنج، روستایی از توابع بخش مرکزی شهرستان خنج در استان فارس ایران است.

## جمعیت
این روستا در دهستان تنگ نارک قرار دارد و براساس سرشماری مرکز آمار ایران در سال ۱۳۸۵، جمعیت آن ۲۵۰ نفر (۳۸خانوار) بوده‌است.
مردم این شهر به زبان اچمی صحبت میکنند و  مسلمان اهل سنت شافعی هستند